# Rivière Kesagami
Pour les articles homonymes, voir Kesagami.
La rivière Kesagami (en anglais : Kesagami River) est un cours d'eau situé au nord du district de Cochrane en Ontario (Canada). Elle est un affluent de la rivière Harricana. Cette rivière fait partie du bassin versant de la baie James. Les deux tiers inférieurs de la rivière, à peu près du lac Kesagami et en aval pour 112 km, font partie du parc provincial Kesagami.
La rivière débute à un lac sans nom dans les hautes terres de l'Abitibi. juste à l'ouest de la route 652 (Ontario) et s'écoule vers le nord jusqu'au grand lac Kesagami. Il quitte le lac au nord-est, continue vers le nord et descend rapidement vers les basses terres de la baie James, où il prend plusieurs affluents avant d'atteindre son embouchure à la rivière Harricana, juste en amont de l'embouchure de cette rivière (confluence avec la baie James).
Depuis le lac Kesagami et en aval, cette rivière est favorable à des descentes en canoë.